# Слободчиково (Вологодская область)
Слободчиково — деревня в Великоустюгском районе Вологодской области.
Входит в состав Верхнешарденгского сельского поселения, с точки зрения административно-территориального деления — в Верхнешарденгский сельсовет.
Расстояние по автодороге до районного центра Великого Устюга — 47 км, до центра муниципального образования Верхней Шарденьги — 1,5 км. Ближайшие населённые пункты — Верхняя Шарденьга, Горбачево, Мурдинская, Антипово, Ребцово.